# Joan Mas i Ramon
Joan Mas i Ramon (Barcelona, 1934 -) és un pintor i dibuixant d'estil postimpressionista català.

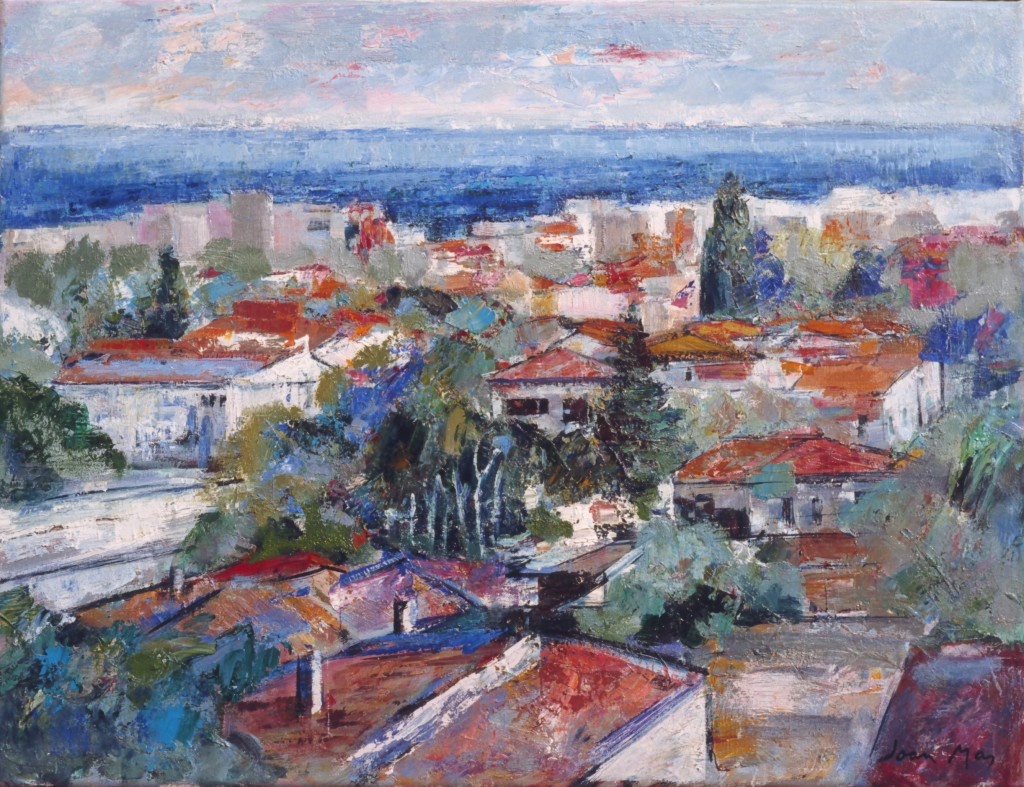
Mediterrània (2002), oli sobre tela

Joan Mas va estudiar dibuix a l'escola d'arts i oficis de Barcelona. Posteriorment es va traslladar a París, on va estudiar pintura al taller del professor Roger Chastel a l'École Nationale Supérieure des Beaux-Arts. Des de llavors, ha exposat la seva obra a diversos països d'Europa (Espanya, França, Itàlia…) i als Estats Units.

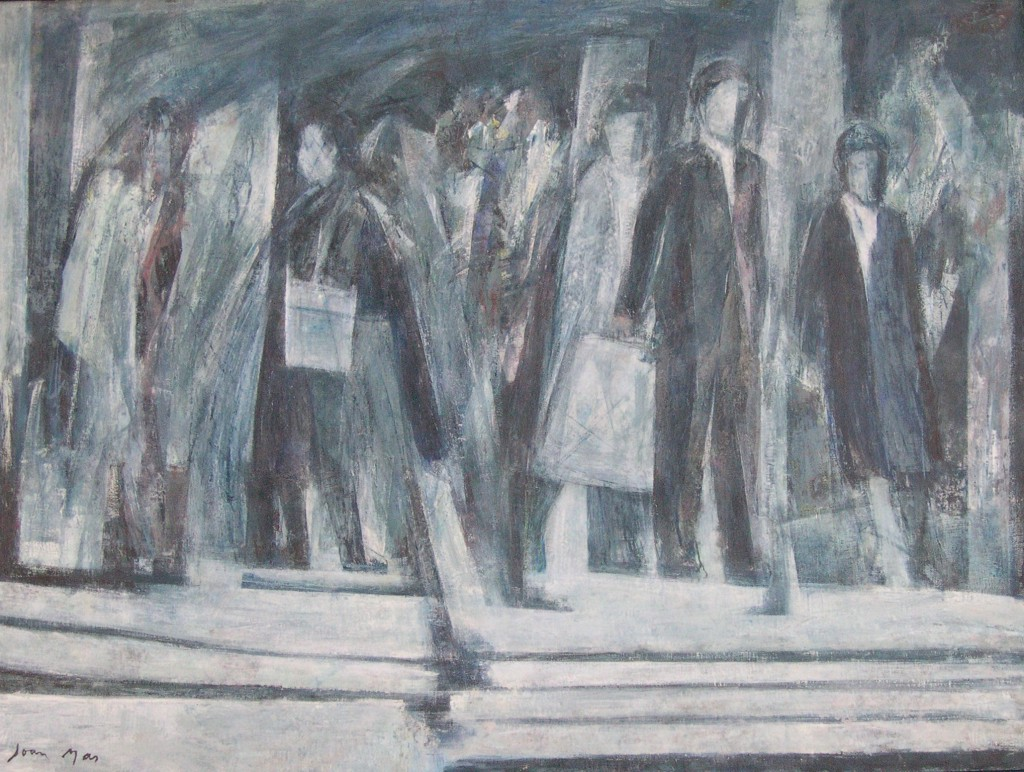
Gent (1980), oli sobre tela

La seva obra té l'origen en un postimpressionisme amb influències del cubisme, l'art abstracte i la nova figuració. S'allunya dels dogmes convencionals de la pintura de paisatges, per donar vida a un llenguatge notablement personal.